# Mariposas verdes
Mariposas verdes es una película colombiana del director Gustavo Nieto Roa, fue lanzada el 20 de julio de 2017 en Colombia y trata del acoso escolar que se da en los colegios, principalmente del que se dirige contra la comunidad LGBT.

## Argumento
En un colegio de clase alta, Mateo, un estudiante sobresaliente de último año, choca permanentemente con Bárbara, la rectora, rígida y moralista, ya que él desafía su autoritarismo desmedido y pone en evidencia los problemas de acoso que se presentan en el colegio por parte de Lucas, el sobrino de ella.
Mateo de 7 años, al ver que su núcleo familiar se destruye con la ida de su padre de casa, busca en los libros un refugio que lo lleva a hacerse una idea particular del mundo y a convertirse en un adolescente con una mente superior al promedio. Ana, su madre, después de separarse ha decidido darle vuelo a su carrera y pasa mucho tiempo ausente, por lo que Mateo crece bajo el cuidado de Helena, su abuela. Mateo al sentirse olvidado por su madre, vuelca su afecto en sus amigos y compañeros de estudios.
A los 17 años, Mateo es el mejor alumno de la clase y despierta la envidia de Lucas, quien, resentido, aprovecha cualquier ocasión para desafiarlo, e incluso, llegar a los golpes. Sus celos se agudizan al darse cuenta de que las chicas tienen una marcada preferencia por Mateo, quien, a su vez, apoyado por Daniel, las defiende de los permanentes abusos de Lucas, especialmente a Ángela, una estudiante con sobrepeso a quién Lucas le hace burlas constantes que la llevan a ser una niña retraída e insegura. A pocos meses de graduarse del colegio, Mateo no ha tenido ninguna relación sentimental hasta que Lorena, una compañera de clase lo seduce y con ella pierde su virginidad, sin que le agradara a Mateo. Al enterarse de que su mejor amigo de infancia, Daniel, tiene un gusto por los hombres, descubre que mutuamente se atraen y comienzan una relación de pareja en secreto.
Un día frente a todos los estudiantes del colegio la rectora suspende a Gabriel, un estudiante transexual, por usar prendas femeninas en el colegio y Lucas lleva cada vez más lejos sus abusos hacia Ángela. Esto empieza a generar molestia en los estudiantes, especialmente en Mateo, por lo que éste empieza a tener confrontaciones cada vez más fuertes con la rectora y Lucas, lo que desencadena en una serie de acontecimientos impredecibles y funestos.

## Reparto
- José Gabriel Piñeros — Mateo (niño)
- Deivi Duarte  — Mateo
- Kevin Bury — Daniel
- Adriano Barón Lyentsov — Daniel (niño)
- Cecilia Suárez — Bárbara
- Andrés Cardona — Lucas
- Simón Urrea — Lucas (niño)
- Juliana Rendón — Lorena
- Victoria Ortiz — Ángela María
- María Helena Döering — Ana
- Julio Bracho — Rodrigo
- Consuelo Luzardo — Elena
- Juan Pablo Gamboa — Fernando
- Linda Lucía Callejas — Gladys
- Karen Novoa — Pamela
- Edward González — Gabriel
- Samuel Chinome Villamizar — Gabriel (niño)
- Andersson Scalante — Omar
- Edison Gil — Walter
- Jesús Durán — Jorge
- Angie Ruiz — Rafaela
- Juan Carlos Zuluaga — Juan Carlos
- Diana Vargas — Edna
- Brisa Botero — Inés
- Angy Marcela Ramírez — Sofía
- Ana Soler — Jimena
- Camila Jiménez — Profesora Marcela
- Diana Caicedo — Profesora Bibiana
- Angélica Prieto — Gloria
- Andrés Lobatón — Santiago
- Paola Cano — Profesora Bibis

## Lanzamiento
El lanzamiento fue anunciado para el 20 de julio de 2017 luego del éxito de su libro homónimo escrito por Enrique Patiño, convirtiéndose en un proyecto multiplataforma que ha dado mucho de que hablar.

## Controversia
En mayo de 2017 el padre de Sergio Urrego, Robert Urrego, presentó una demanda a la producción de la película y a la madre de Sergio Alba Lucia Reyes asegurando que la cinta va en contra del buen nombre e intimidad de su hijo. Gustavo Nieto Roa alega que la película que dirigió está inspirada en hechos reales, pero no en la historia del joven, aunque en un principio había pensado hacer una película biográfica del joven Urrego llamada "Adiós Mundo Cruel" la cual no prosperó pero dejó la idea de hacer una película sobre bullying en los colegios. Los argumentos de los padres no prosperaron y la demanda fue ganada por la producción de la película ya que es una historia de ficción y no viola derechos de autor. Y ha anunciado su estreno para el 20 de julio de 2017 en Colombia.